# Kanton Saint-Sauveur
Der Kanton Saint-Sauveur war bis 2015 ein französischer Wahlkreis im Arrondissement Lure, im Département Haute-Saône und in der Region Franche-Comté. Sein Hauptort war Saint-Sauveur. Der Kanton Saint-Sauveur wurde im Jahr 1985 vom Kanton Luxeuil-les-Bains abgespalten.

## Gemeinden
Der Kanton bestand aus 20 Gemeinden:
| Gemeinde                | Einwohner | Code postal | Code Insee |
| ----------------------- | --------- | ----------- | ---------- |
| Ailloncourt             | 224       | 70300       | 70007      |
| Baudoncourt             | 539       | 70300       | 70055      |
| Breuches                | 751       | 70300       | 70093      |
| Breuchotte              | 293       | 70280       | 70094      |
| Brotte-lès-Luxeuil      | 212       | 70300       | 70098      |
| La Chapelle-lès-Luxeuil | 431       | 70300       | 70128      |
| Citers                  | 751       | 70300       | 70155      |
| La Corbière             | 93        | 70300       | 70172      |
| Dambenoît-lès-Colombe   | 277       | 70200       | 70195      |
| Éhuns                   | 232       | 70300       | 70213      |
| Esboz-Brest             | 378       | 70300       | 70216      |
| Froideconche            | 1973      | 70300       | 70258      |
| Lantenot                | 271       | 70200       | 70294      |
| Linexert                | 139       | 70200       | 70304      |
| Magnivray               | 155       | 70300       | 70314      |
| Ormoiche                | 61        | 70300       | 70398      |
| Rignovelle              | 96        | 70200       | 70445      |
| Sainte-Marie-en-Chaux   | 162       | 70300       | 70470      |
| Saint-Sauveur           | 2037      | 70300       | 70473      |
| Visoncourt              | 37        | 70300       | 70571      |

## Bevölkerungsentwicklung
| 1962 | 1968 | 1975 | 1982 | 1990 | 1999 |
| ---- | ---- | ---- | ---- | ---- | ---- |
| 7137 | 7947 | 8165 | 8995 | 9151 | 9112 |